# Jag har kommit till Herrens välsignelsedal
Jag har kommit till Herrens välsignelsedal är en psalmssång med text från 1874 av Annie Wittenmeyer och musik av William Gustavos Fischer.

## Publicerad i
- Musik till Frälsningsarméns sångbok 1907 som nr 307.
- Frälsningsarméns sångbok 1929 som nr 124 under rubriken "Helgelse - Helgelsens verk".
- Frälsningsarméns sångbok 1968 som nr 169 under rubriken "Helgelse".
- Frälsningsarméns sångbok 1990 som nr 418 under rubriken "Helgelse".
- Sångboken 1998 som nr 59.